# Samuel Jones
Samuel Symington „Sam” Jones (Fairfield, Connecticut, 1880. január 16. – Knoxville, Tennessee, 1954. április 13.) olimpiai bajnok amerikai magasugró, kötélhúzó.
Az 1904. évi nyári olimpiai játékokon indult három számban. Kötélhúzásban a négy amerikai válogatott közül a New York Athletic Clubban szerepelt, és 4. lettek a többi amerikai válogatott mögött.
Kettő atlétikai ugrószámban is versenyzett: magasugrásban olimpiai bajnok lett, hármasugrásban pedig 7.
Az olimpia előtt háromszoros amerikai bajnok volt magasugrásban (1901, 1903, 1904).
Több sportágat is űzött amatőr szinten: amerikaifutball, torna. Az egyetem után mérnök és tanár volt.